# بی‌بی رکسا
بلتا رِجا (انگلیسی: Bleta Rexha تلفظ آلبانیایی: [ˈblɛta ˈɾɛdʒa]؛ زادهٔ ۳۰ اوت ۱۹۸۹) مشهور به بی‌بی رکسا (Bebe Rexha)، خواننده و ترانه‌سرای آمریکایی است. او در ۲۰۱۳ قراردادی با وارنر رکوردز امضاء کرد و بخشی از اعتبار ترانه‌سرایی ترانهٔ «هیولا» از امینم به او داده شد. او همچنین در ترانه‌سرایی چندین اثر از خوانندگانی مانند شاینی، سلنا گومز و نیک جوناس نقش داشت. رکسا در سال ۲۰۱۵ آلبومی چندآهنگه (ئی‌پی) تحت عنوان نمی‌خواهم بزرگ شوم منتشر کرد که شاهد موفقیت تجاری نسبی تک‌آهنگ‌های آن، «نمی‌توانم از نوشیدن در فکر تو دست بکشم» و «می‌خواهم تو را دیوانه نشان دهم» بود.
رکسا در ۲۰۱۷ دو ئی‌پی دیگر تحت عنوان تمام خطاهای تو: بخش ۱ و تمام خطاهای تو: بخش ۲ منتشر کرد که ترانه‌های «گرفتمت» و «راهی که من هستم (رقص با کسی)» به‌عنوان تک‌آهنگ‌های آغازین آن معرفی شدند. رکسا همچنین با چند ترانهٔ همکاری شامل «هی ماما» با دیوید گتا، «من، خودم و من» با جی-ایزی، «به نام عشق» با مارتین گریکس و «قرار است باشد» با حضور فلوریدا جورجیا لاین به موفقیت دست یافت. «قرار است باشد» موفقیت زیادی به‌عنوان تک‌آهنگ متقاطع در ژانر کانتری داشت و به رتبهٔ دوم جدول بیلبورد هات ۱۰۰ ایالات متحده رسید. نخستین آلبوم استودیویی رکسا، چشم‌انتظار (۲۰۱۸)، به رتبهٔ سیزدهم جدول بیلبورد ۲۰۰ رسید و شامل تک‌آهنگ «من دردسر هستم» بود. او در شصت و یکمین مراسم جایزه گرمی نامزد دریافت جوایز بهترین هنرمند جدید و بهترین اجرای دونفره/گروهی کانتری شد. رکسا از آن زمان آلبوم‌های اشتباهات بهتر (۲۰۲۱) و بی‌بی (۲۰۲۳) را منتشر کرده‌است.

## اوایل زندگی

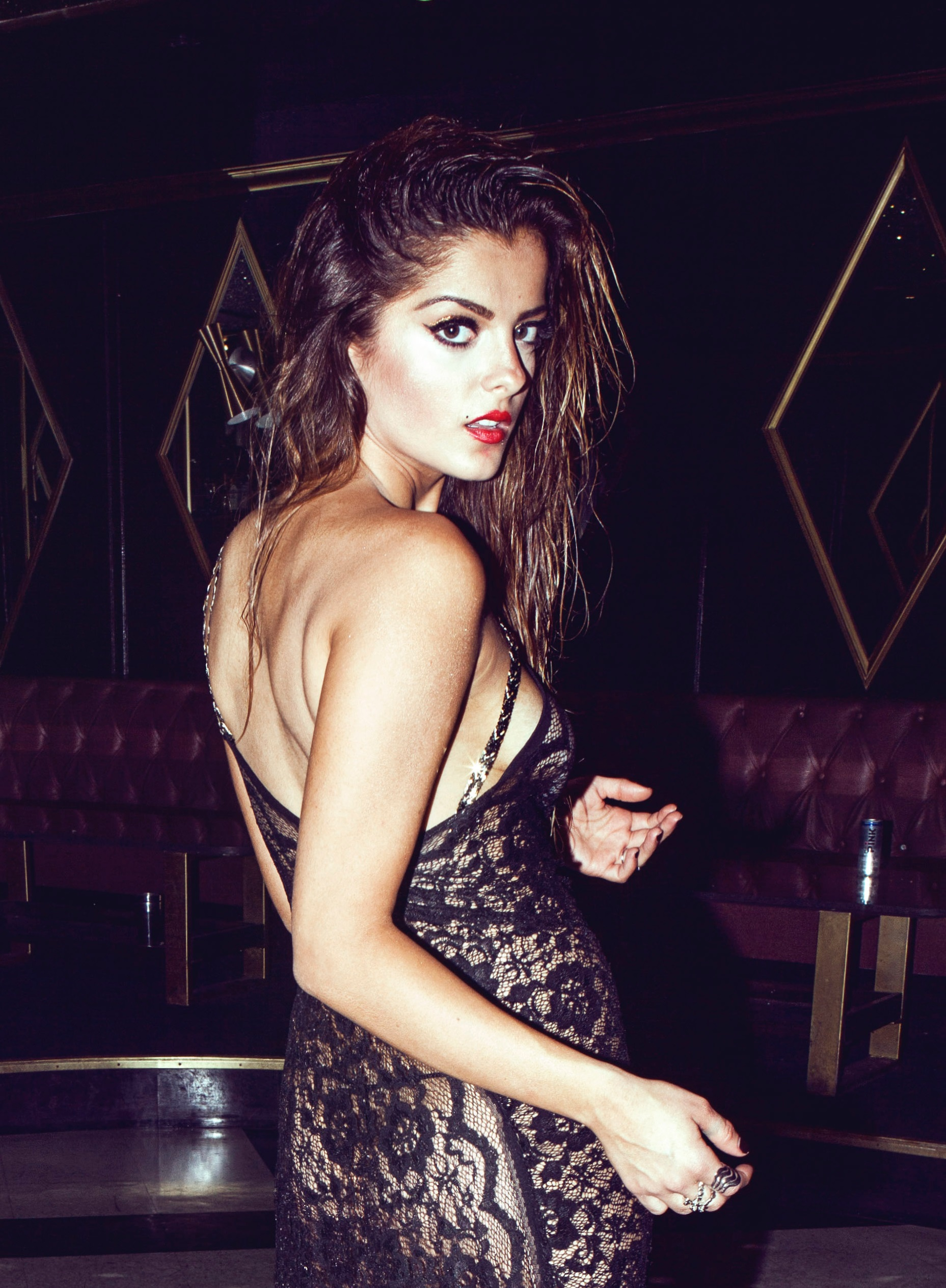
رکسا، حدود سال ۲۰۱۴

رکسا در ۳۰ اوت ۱۹۸۹ میلادی در بروکلین نیویورک متولد شد و والدین آلبانیاییِ وی، هنگامی که او ۶ ساله بود، به استتن آیلند نیویورک نقل مکان کردند. پدرش فلامور رکسا، در دبار، مقدونیه شمالی متولد شد؛ و در ۲۱ سالگی به آمریکا مهاجرت کرد. مادرش بوکوریج رکسا در آمریکا در خانواده‌ای با ریشه آلبانیایی متولد شد (که مانند دبار، اکنون بخشی از مقدونیهٔ شمالی است). در زبان آلبانیایی، bleta به معنای «زنبور» است؛ و او توضیح داد: «والدین من آلبانیایی هستند و مردم برای کوتاه کردن اسمم به من بی‌بی می‌گفتند.» او و خانواده‌اش وقتی شش ساله بود به جزیره استتن رفتند.
رکسا ترومپت می‌نواخت و خودش نوازندگی گیتار و پیانو را آموخت. رکسا در دبیرستان تاتنویل در استتن آیلند، انواع رشته‌های موسیقی شرکت کرد. او همچنین در دورهٔ دبیرستان به گروه کر نیز پیوست. وی پس از پیوستن به گروه کر، متوجه شد که صدای او یک سوپرانو است.
در دوران نوجوانی، او آهنگی را برای اجرا در برنامهٔ سالانهٔ «روز گرمی» در آکادمی ملی ضبط هنرها و علوم ارسال کرد و جایزهٔ «بهترین نویسندهٔ نوجوان» را به دست آورد و از حدود ۷۰۰ شرکت‌کنندهٔ دیگر جلو زد. در نتیجه، وی با سامانتا کاکس، پیشاهنگی استعدادی امضا کرد، که رکسا را ترغیب به ثبت نام در کلاس‌های آهنگسازی در منهتن کرد.

## زندگی شخصی
رکسا از پشتیبانان صریح جامعهٔ ال‌جی‌بی‌تی‌کیو+ است و تمایلات جنسی خود را «سیال» توصیف کرده‌است. در سال ۲۰۱۹، او در توئیتر اعلام کرد که اختلال دوقطبی دارد. رکسا در سال ۲۰۲۳ اعلام کرد که به سندرم تخمدان پلی‌کیستیک مبتلا است.

## فعالیت حرفه‌ای

### کارت‌های سیاه
او موسیقی‌دان، نویسنده و خوانندهٔ موفقی است و حرفهٔ او اغلب در سرودن موزیک‌هایی در سبک پاپ و الکتروپاپ است و زمان زیادی را در استودیوها صرف نوشتن آهنگ‌ها و خواندن آنها می‌کند و اغلب اجراهایش را به سبک خوانندهٔ اصلی به اجرا درمی‌آورد که این شیوه را اولین بار در گروه کارت‌های سیاه به اجرا درآورد.

## دیسکوگرافی
- چشم‌انتظار (۲۰۱۸)
- اشتباهات بهتر (۲۰۲۱)
- بی‌بی (۲۰۲۳)

## تولیدات
رکسا موزیک‌های زیادی را برای شرکت‌ها و افراد نوشته‌است:
| سال  | هنرمند                                             | آلبوم                    | موزیک                    |
| ---- | -------------------------------------------------- | ------------------------ | ------------------------ |
| ۲۰۱۰ | شاینی                                              | لوسیفر                   | "لوسیفر"                 |
| ۲۰۱۰ | نیکی ویلیامز                                       | "تابیدن"                 |                          |
| ۲۰۱۳ | سلنا گومز                                          | رقص ستاره‌ها              | "مانند یک قهرمان"        |
| ۲۰۱۳ | امینم (به‌همراه ریانا)                              | مارشال مترز ال‌پی ۲       | "هیولا"                  |
| ۲۰۱۳ | کش کش (به‌همراه بی‌بی رکسا)                          | اضافه‌کار (ئی‌پی)          | "من را به خانه ببر"      |
| ۲۰۱۴ | تیناشی                                             | آکواریوس                 | "همهٔ دست‌ها روی عرشه است" |
| ۲۰۱۴ | پیت‌بول (به‌همراه بی‌بی رکسا)                         | جهانی‌شدن                 | "این یک تمرین نیست"      |
| ۲۰۱۴ | دیوید گتا (به‌همراه بی‌بی رکسا)                      | گوش کن                   | "دیروز"                  |
| ۲۰۱۴ | دیوید گتا (به‌همراه نیکی میناژ، بی‌بی رکسا و افروجک) | گوش کن                   | "سلام مامان"             |
| ۲۰۱۴ | بلا تورن                                           | لباس ورزشی               | "لباس ورزشی"             |
| ۲۰۱۴ | بلا تورن                                           | لباس ورزشی               | "یک شب دیگر"             |
| ۲۰۱۵ | هاوانا براون (به‌همراه بی‌بی رکسا و ساوی)            | "رجزخوانی"               |                          |
| ۲۰۱۵ | ریکون (به‌همراه بی‌بی رکسا)                          | "همهٔ راه"                |                          |
| ۲۰۱۵ | جی-ایزی (به‌همراه بی‌بی رکسا)                        | زمانی که بیرون تاریک است | "من، خودم و من"          |
| ۲۰۱۶ | ایگی آزیلیا                                        | اعوجاج دیجیتال           | "تیم"                    |
| ۲۰۱۶ | مارتین گریکس & ID (به‌همراه بی‌بی رکسا)              | TBA                      | «نام عشق»                |

## جایزه‌ها
| سال  | رویداد                    | جایزه         | نامزد / کار  | نتیجه  |
| ---- | ------------------------- | ------------- | ------------ | ------ |
| ۲۰۱۵ | جوایز برگزیده نوجوانان    | بهترین همکاری | "سلام مامان" | [ ۲۶ ] |
| ۲۰۱۵ | جوایز موسیقی ام‌تی‌وی اروپا | بهترین همکاری | "سلام مامان" | [ ۲۷ ] |
| ۲۰۱۵ | جوایز موسیقی ام‌تی‌وی اروپا | آهنگ تابستان  | "سلام مامان" | [ ۲۸ ] |
| ۲۰۱۶ | جوایز موسیقی آی‌هارت‌رادیو  | رقص آهنگ سال  | "سلام مامان" | [ ۲۹ ] |

## تورها
- تور پیچانده شده (۲۰۱۵)
- نیک جوناس - نیک جوناس: کنسرت زنده (۲۰۱۵)
- الی گولدینگ - تور جهانی هذیان (۲۰۱۶)